# Rose Namajunas
Rose Gertrude Namajunas (Milwaukee, Wisconsin; 29 de junio de 1992) es una artista marcial mixta estadounidense que actualmente compite en la categoría femenina peso mosca en Ultimate Fighting Championship. Es dos veces campeona femenina de peso paja de UFC. Y es la primera mujer en recuperar el título oficial de UFC después de perderlo en una ocasión. Desde el 2 de abril de 2024, ocupa el puesto número #6 en la clasificación de peso mosca femenino de UFC y desde el  9 de abril de 2024, ocupa el puesto #7 en la clasificación libra por libra femenina de UFC.

## Primeros años
Namajunas nació en Milwaukee, Wisconsin el 29 de junio de 1992, de padres lituanos que se habían mudado a los Estados Unidos en septiembre de 1991.  Fue nombrada Rose ( lituano : Rožė ) en honor a su bisabuela Rožė Gotšalkaitė Namajūnienė, cuyo marido Juozas era un oficial militar de Lituania Independiente . Se alistó en el ejército lituano en 1933 y fue ascendido a teniente en 1936. Durante la invasión soviética de Lituania en 1939, luchó en la resistencia. Después de que los soviéticos ocuparon el país, Juozas se vio obligado a alistarse en el Ejército Rojo . Tras la declaración de guerra alemana a la Unión Soviética y la posterior retirada soviética de los estados bálticos, Juozas abandonó el Ejército Rojo y se retiró a la vida civil. Cuando los soviéticos volvieron a ocupar Lituania, Juozas fue arrestado por el NKVD y enviado a un campo de prisioneros. Fue asesinado por agentes soviéticos de la KGB cerca de su casa en 1968.  El abuelo de Namajunas, Algimantas Andriukonis, fue un luchador exitoso y ganó campeonatos nacionales en Lituania y competencias en la URSS.  Namajunas visita regularmente Lituania y se comunica en idioma lituano con sus abuelos. 
El padre de Namajunas, Arturas, que padecía esquizofrenia, abandonó a la familia cuando Rose aún era joven y murió de neumonía en Alemania en 2008, cuando Rose tenía 16 años.  Su madre era pianista y se formó en la Academia de Música y Teatro de Lituania.  Namajunas creció en Milwaukee en un barrio duro, predominantemente afroamericano, donde fue testigo de la violencia desde una edad temprana. Su madre trabajaba mucho y su hermano rara vez estaba en casa. Sus amigos del vecindario la apodaron "Thug Rose", debido a que ella era la única chica blanca entre ellos y era la más pequeña, pero actuaba más dura que cualquiera de ellos.  Namajunas ha mencionado ser víctima de abuso sexual infantil , aunque enfatizó que no quiere hablar de detalles específicos.  Se graduó de la Escuela Secundaria de Artes de Milwaukee , donde fue una consumada corredora de fondo. 

### Entrenamiento de artes marciales
Rose comenzó a practicar taekwondo a la edad de 5 años. Obtuvo su cinturón de poom (cinturón negro junior) a los 9 años. Después de eso, pasó a practicar karate y BJJ . Mientras estaba en la escuela secundaria, comenzó a entrenar en kickboxing y artes marciales mixtas con Duke Roufus en Roufusport , y también fue luchadora de último año en la Escuela Secundaria de Artes de Milwaukee. 

### Carrera profesional de lucha
Namajunas estaba programado para competir en una pelea de lucha contra Danielle Kelly el 30 de diciembre de 2021 en Fury Pro Grappling 3, pero se vio obligada a retirarse del evento en el último minuto debido a una prueba positiva de Covid-19 y fue reemplazada por Carla Esparza.   Namajunas regresó a la promoción para el evento principal de Fury Pro Grappling 6 el 30 de diciembre de 2022, donde se enfrentó a su compañera veterana de UFC Gillian Robertson . Namajunas perdió la pelea por estrangulamiento trasero desnudo en 65 segundos. 
Namajunas también se inscribió para competir en la división femenina de menos de 60 kg y absoluta en el ADCC Denver Open el 13 de mayo de 2023. Ganó una medalla de bronce en la división absoluta.  She won a bronze medal in the absolute division.

## Carrera en artes marciales mixtas

### The Ultimate Fighter
El 11 de diciembre de 2013, se anunció que Namajunas había firmado con UFC, y era una de las 10 pesos paja en competir en la temporada 20 de The Ultimate Fighter, donde la ganadora sería la campeona inaugural de dicha categoría.
Namajunas fue escogida por Gilbert Meléndez para formar parte de su equipo. Namajunas llegó hasta la final, derrotando a Alex Chambers, Joanne Calderwood y Randa Markos en la ronda preliminar, cuartos de final y semifinal (todas por sumisión), respectivamente.

### Ultimate Fighting Championship
En la final del TUF, el 12 de diciembre de 2014, se enfrentó a Carla Esparza por el campeonato inaugural de peso paja. Namajunas perdió la pelea por sumisión en la tercera ronda.
Namajunas se enfrentó a Angela Hill el 3 de octubre de 2015 en UFC 192, ganó la pelea por sumisión en la primera ronda.
El 10 de diciembre de 2015, se enfrentó a Paige VanZant en UFC Fight Night 80. Namajunas ganó la pelea por sumisión en la quinta ronda, ganando así el premio a la Actuación de la Noche.
El 16 de abril de 2016, Namajunas se enfrentó a Tecia Torres en UFC on Fox 19,  ganó la pelea por decisión unánime.
El 30 de julio de 2016 se enfrentó a Karolina Kowalkiewicz en UFC 201, perdió la pelea por decisión dividida.
El 15 de abril de 2017, Namajunas se enfrentó a Michelle Waterson en UFC on Fox: Johnson vs. Reis. Namajunas ganó por sumisión en la segunda ronda.

### Campeónato de peso paja
Namajunas se enfrentó a la campeona de peso paja Joanna Jędrzejczyk en UFC 217 en el Madison Square Garden en Nueva York el 4 de noviembre de 2017. Entró como la underdog contra la campeona invicta. Sin embargo, Namajunas trastornó el mundo de las MMA cuando derribó a Jędrzejczyk, una vez detrás de la oreja y otra con una mano izquierda en su barbilla. Ganó la pelea por KO en la primera ronda para ser coronada como la nueva campeona de peso de peso paja femenino de UFC. Esta victoria también le valió su segundo premio a la Actuación de la Noche. Esta fue la primera victoria por la vía del knockout de Namajunas en su carrera profesional. Su victoria fue declarada inmediatamente como una de las mayores sorpresas en la historia de UFC. En la conferencia de prensa posterior a la pelea del UFC 217, declaró que tenía la intención de utilizar su estado de campeón como una plataforma para difundir la conciencia de la enfermedad mental.
En la primera defensa de su título, se enfrentó a Jędrzejczyk en una revancha que tuvo lugar el 7 de abril de 2018, en el UFC 223. Ganó la pelea por decisión unánime. Namajunas pasó el resto del año recuperándose de un caso prolongado de estenosis espinal de una fractura de compresión vertebral C6, cuyos síntomas se manifestaron durante el entrenamiento con Valentina y Antonina Shevchenko en 2017, y se intensificaron durante el campamento de entrenamiento para UFC 223.
En su segunda defensa del título, Namajunas enfrentó a Jéssica Andrade, en el evento principal en UFC 237 el 11 de mayo de 2019, en Brasil, el país de origen de Andrade, en lo que sería la primera pelea de MMA de Namajunas fuera de los Estados Unidos. Namajunas perdió la pelea por KO en el segundo asalto.

### Post-reinado
Namajunas se enfrentó a Jéssica Andrade para una revancha, el 12 de julio de 2020 en UFC 251. Namajunas ganó la pelea por decisión dividida. Esta pelea le valió el bono Fight of the Night.

### Segundo reinado como campeona de peso paja
Namajunas se enfrentó a Zhang Weili por el Campeonato de peso paja femenino de UFC el 24 de abril de 2021 en UFC 261. Ganó la pelea por nocaut al inicio del primer asalto. La victoria le valió a Namajunas el bono de Actuación de la noche.
La revancha entre Namajunas y Zhang por el Campeonato de Peso Paja Femenino de UFC se llevó a cabo el 6 de noviembre de 2021 en UFC 268. Namajunas defendió su título, ganando la pelea por decisión dividida.
Namajunas se enfrentó a Carla Esparza en una revancha por el Campeonato de Peso Paja Femenino de UFC el 7 de mayo de 2022 en UFC 274.   Namajunas perdió la pelea y el título por decisión dividida en una pelea que fue fuertemente criticada por el bajo rendimiento de ambos luchadores.   A pesar de la naturaleza tranquila de la pelea, Namajunas recibió el primer lugar del premio "Fan Bonus of the Night" de Crypto.com . 

### Paso al peso mosca
Namajunas se enfrentó a Manon Fiorot el 2 de septiembre de 2023 en UFC Fight Night 226.  Ella perdió la pelea por decisión unánime. 
Namajunas se enfrentó  a Amanda Ribas el 23 de marzo de 2024 en UFC on ESPN 53.  Ella ganó la pelea por decisión unánime. 
Namajunas estaba programada para enfrentarse a Maycee Barber el 13 de julio de 2024 en UFC on ESPN 59. Sin embargo, Barber se retiró de la pelea por razones desconocidas y fue reemplazada por Tracy Cortez. Namajunas ganó la pelea por decisión unánime.
Namajunas se enfrentó a Erin Blanchfield en 2 de noviembre de 2024 en UFC Fight Night 246. La pelea originalmente era el que iba a cerrar el evento, pero luego se trasladó al evento coprincipal y permaneció a cinco rondas. Ella perdió la pelea por decisión unánime.

## Vida personal
Namajunas profesa el cristianismo,  así como opiniones anticomunistas.  Antes de su primera pelea contra la luchadora china Weili Zhang, Namajunas habló de la historia de la opresión comunista en su tierra ancestral, Lituania, y mencionó el documental The Other Dream Team como inspiración. Dijo que el documental da "una buena idea de lo que tuvo que pasar mi familia, la razón por la que estoy hoy en Estados Unidos, la razón por la que practico artes marciales mixtas, todo eso".  Dijo que veía su pelea con Zhang como un símbolo de una lucha entre el comunismo y la libertad, diciendo que "Weili es roja" y "representa [al comunismo]", relacionándola con la historia de su familia bajo el antiguo régimen de la URSS en Lituania y afirmando que " mejor muerto que rojo ".  En otra entrevista, Namajunas declaró que sus comentarios no estaban dirigidos personalmente a Zhang, y dijo que se trataba más de sus propias "batallas internas", así como de algunos " PTSD generacional ".  Zhang dijo más tarde que ignoró los comentarios de Namajunas y afirmó: "Creo que, como atleta, debes concentrarte en ti mismo".  Al describir sus antecedentes y motivación para luchar, Namajunas declaró: "Tengo la conciencia Crística, tengo sangre lituana y tengo el sueño americano". 
Un documental de la vida de Namajunas, Thug Rose: Mixed Martial Artist,  se estrenó en 2022 y se estrenó en el Festival de Cine de Austin. 

### Familia
Namajunas es la prometida y compañera de entrenamiento del ex Glory y peso pesado de UFC Pat Barry.  Namajunas y Barry se conocieron en el gimnasio de Duke Roufus, donde Barry comenzó a entrenar después de perder su casa por el huracán Katrina en 2005, mientras que Namajunas comenzó a entrenar allí durante la escuela secundaria.  Barry dice que se enamoró de Namajunas la primera vez que la vio. En una entrevista de diciembre de 2014, Barry dijo que él y Namajunas habían estado saliendo "durante casi cinco años", mientras que Namajunas sentía que eran "dos o tres años". La pareja se comprometió en 2014. 
Namajunas tiene un hermano llamado Nojus, que una vez dirigió un estudio de piano privado. La propia Namajunas toca el piano desde los cinco años.  Nojus también es un artista de artes marciales mixtas e hizo su debut profesional en marzo de 2021. 

## Estilo de pelea
Namajunas utiliza el movimiento hacia adelante mientras presiona a sus oponentes con golpes y patadas altas.  Es conocida por su técnica avanzada de golpeo y juego de pies , utilizando una variedad de ángulos y varios ajustes creativos. Durante su pelea en Invicta FC 6, dirigió una serie de patadas con hacha , patadas frontales y patadas giratorias hacia la cabeza de su oponente.  Después de cerrar la distancia, a veces intentará agarrar y ejecutar una sumisión. 

## Campeonatos y logros
- Salón de la fama nacional lituano-estadounidense - Promoción de 2019 [85]
- Nominado al premio ESPY ( 2018 como Mejor luchador [86] y 2021 como Mejor luchador de MMA [87])
- Premio Kids' Choice Sports 2018 a la mayor potencia (nominado) [88]
- Octava edición anual de los premios Real Women - Mujer del año 2017 [89]

### Artes marciales mixtas
- Ultimate Fighting Championship
  - Campeonato de Peso Paja Femenino de la UFC (dos veces)
    - Dos defensas exitosas del título (en general)
    - Una defensa exitosa del título (primer reinado)
    - Una defensa exitosa del título (segundo reinado)

  - Empatado (Weili Zhang) por el segundo mayor número de victorias en peleas por el título en la historia de la división de peso paja femenino de UFC (4) [90]
  - Actuación de la Noche (tres veces) vs. Paige VanZant ,Joanna Jędrzejczyk 1 y Weili Zhang[91]
    - Sorpresa del año 2017 vs. Joanna Jędrzejczyk 1 [92]

  - Pelea de la Noche (tres veces) vs. Karolina Kowalkiewicz y Jéssica Andrade (x2) [93]
    - Empatado ( Mackenzie Dern ) en el segundo lugar con mayor cantidad de bonos posteriores a la pelea en la historia de la división de peso paja femenino de UFC (6) [90]

  - Empatada (Amanda Lemos) en el segundo lugar con más resultados en la historia de la división de peso paja femenino de UFC (5) [94]
  - Primera mujer en la historia de UFC en recuperar un título de campeonato después de perderlo [95]
  - Tiene victorias sobre tres ex campeonas femeninas de peso paja de UFC: Joanna Jędrzejczyk, Jéssica Andrade y Weili Zhang.
  - The Ultimate Fighter 20 (Subcampeón)
    - Pelea de la temporada TUF 20 vs. Joanne Calderwood
    - Actuación de la temporada de TUF 20 vs. Joanne Calderwood

- Invicta Fighting Championships
  - Sumisión de la Noche (dos veces) vs. Emily Kagan , Kathina Catron [96][97]
- Cripto.com
  - Bono de fan de la noche vs. Carla Esparza [54]

## Récord en artes marciales mixtas
| Resultado | Récord | Oponente              | Método                                     | Evento                                 | Fecha                   | Ronda | Tiempo | Localización            | Notas                                                                        |
| --------- | ------ | --------------------- | ------------------------------------------ | -------------------------------------- | ----------------------- | ----- | ------ | ----------------------- | ---------------------------------------------------------------------------- |
| Derrota   | 13–7   | Erin Blanchfield      | Decisión (unánime)                         | UFC Fight Night: Moreno vs. Albazi     | 2 de noviembre de 2024  | 5     | 5:00   | Edmonton, Canadá        |                                                                              |
| Victoria  | 13–6   | Tracy Cortez          | Decisión (unánime)                         | UFC on ESPN: Namajunas vs. Cortez      | 13 de julio de 2024     | 5     | 5:00   | Denver, Colorado        |                                                                              |
| Victoria  | 12–6   | Amanda Ribas          | Decisión (unánime)                         | UFC on ESPN: Ribas vs. Namajunas       | 23 de marzo de 2024     | 5     | 5:00   | Las Vegas, Nevada       |                                                                              |
| Derrota   | 11–6   | Manon Fiorot          | Decisión (unánime)                         | UFC Fight Night: Gane vs. Spivak       | 2 de septiembre de 2023 | 3     | 5:00   | Paris                   | Debut en peso mosca.                                                         |
| Derrota   | 11–5   | Carla Esparza         | Decisión (dividida)                        | UFC 274                                | 7 de mayo de 2022       | 5     | 5:00   | Phoenix, Arizona        | Perdió el Campeonato de Peso Paja de Mujeres de la UFC.                      |
| Victoria  | 11–4   | Weili Zhang           | Decisión (dividida)                        | UFC 268                                | 6 de noviembre de 2021  | 5     | 5:00   | Las Vegas, Nevada       | Defendió el Campeonato de Peso Paja de Mujeres de la UFC.                    |
| Victoria  | 10–4   | Weili Zhang           | KO (patada a la cabeza y golpes)           | UFC 261                                | 24 de abril de 2021     | 1     | 1:18   | Jacksonville, Florida   | Ganó el Campeonato Peso Paja Femenino de la UFC; Actuación de la Noche.      |
| Victoria  | 9–4    | Jéssica Andrade       | Decisión (dividida)                        | UFC 251                                | 11 de julio de 2020     | 3     | 5:00   | Abu Dabi                | Pelea de la Noche.                                                           |
| Derrota   | 8–4    | Jéssica Andrade       | KO (slam)                                  | UFC 237                                | 11 de mayo de 2019      | 2     | 2:58   | Río de Janeiro          | Perdió el Campeonato de Peso Paja de Mujeres de la UFC. Pelea de la Noche.   |
| Victoria  | 8–3    | Joanna Jędrzejczyk    | Decisión (unánime)                         | UFC 223                                | 7 de abril de 2018      | 5     | 5:00   | New York City, New York | Defendió el Campeonato de Peso Paja de Mujeres de la UFC.                    |
| Victoria  | 7–3    | Joanna Jędrzejczyk    | TKO (golpes)                               | UFC 217                                | 4 de noviembre de 2017  | 1     | 3:03   | New York City, New York | Ganó el Campeonato de Peso Paja de Mujeres de la UFC; Actuación de la Noche. |
| Victoria  | 6–3    | Michelle Waterson     | Sumisión (rear-naked choke)                | UFC on Fox: Johnson vs. Reis           | 15 de abril de 2017     | 2     | 2:47   | Kansas City, Misuri     |                                                                              |
| Derrota   | 5–3    | Karolina Kowalkiewicz | Decisión (dividida)                        | UFC 201                                | 30 de julio de 2016     | 3     | 5:00   | Atlanta, Georgia        | Pelea de la Noche.                                                           |
| Victoria  | 5–2    | Tecia Torres          | Decisión (unánime)                         | UFC on Fox: Teixeira vs. Evans         | 16 de abril de 2016     | 3     | 5:00   | Tampa, Florida          |                                                                              |
| Victoria  | 4–2    | Paige VanZant         | Sumisión (rear-naked choke)                | UFC Fight Night: Namajunas vs. VanZant | 10 de diciembre de 2015 | 5     | 2:25   | Las Vegas, Nevada       | Actuación de la Noche.                                                       |
| Victoria  | 3–2    | Angela Hill           | Sumisión técnica (rear-naked choke de pie) | UFC 192                                | 3 de octubre de 2015    | 1     | 2:47   | Houston, Texas          |                                                                              |
| Derrota   | 2–2    | Carla Esparza         | Sumisión (rear-naked choke)                | The Ultimate Fighter 20 Finale         | 12 de diciembre de 2014 | 3     | 1:26   | Las Vegas, Nevada       | Por el Campeonato Inaugural de Peso Paja de Mujeres de UFC.                  |
| Derrota   | 2–1    | Tecia Torres          | Decisión (unánime)                         | Invicta FC 6                           | 13 de julio de 2013     | 3     | 5:00   | Kansas City, Misuri     |                                                                              |
| Victoria  | 2–0    | Kathina Catron        | Sumisión (armbar voladora)                 | Invicta FC 5                           | 5 de abril de 2013      | 1     | 0:12   | Kansas City, Misuri     | Sumisión de la Noche.                                                        |
| Victoria  | 1–0    | Emily Kagan           | Sumisión (rear-naked choke)                | Invicta FC 4                           | 5 de enero de 2013      | 3     | 3:44   | Kansas City, Kansas     | Sumisión de la Noche.                                                        |

## Récord en grappling de sumisión
| 1 Combate, 1 derrota (1 Sumisión) |      |                   |                             |                      |            |                         |              |
| Resultado                         | Rec. | Oponente          | Método                      | Evento               | División   | Fecha                   | Localización |
| Derrota                           | 0–1  | Gillian Robertson | Sumisión (rear-naked choke) | Fury Pro Grappling 6 | Superfight | 30 de diciembre de 2022 | Philadelphia |

## Peleas en Pay-per-view
| N.º | Evento  | Pelea                 | Fecha              | Sede           | Ciudad                 | Compras de PPV |
| --- | ------- | --------------------- | ------------------ | -------------- | ---------------------- | -------------- |
| 1.  | UFC 237 | Namajunas vs. Andrade | 11 de mayo de 2019 | Jeunesse Arena | Rio de Janeiro, Brasil | No divulgado   |